# Certima cleodora
Certima cleodora är en fjärilsart som beskrevs av Paul Dognin 1908. Certima cleodora ingår i släktet Certima och familjen mätare. Inga underarter finns listade i Catalogue of Life.